# Gabriela Soukalová
Gabriela Soukalová (también conocida por su nombre de casada, Gabriela Koukalová; Jablonec nad Nisou, 1 de noviembre de 1989) es una deportista checa que compitió en biatlón.
Participó en dos Juegos Olímpicos de Invierno, en los años 2010 y 2014, obteniendo tres medallas en Sochi 2014, plata en las pruebas de salida en grupo y relevo mixto y bronce por relevo.
Ganó seis medallas en el Campeonato Mundial de Biatlón entre los años 2013 y 2017, y una medalla de plata en el Campeonato Europeo de Biatlón de 2011.

## Palmarés internacional
| Juegos Olímpicos   | Juegos Olímpicos             | Juegos Olímpicos  | Juegos Olímpicos |
| Año                | Lugar                        | Medalla           | Prueba           |
| ------------------ | ---------------------------- | ----------------- | ---------------- |
| 2014               | Sochi (Rusia)                | Medalla de plata  | Salida en grupo  |
| 2014               | Sochi (Rusia)                | Medalla de plata  | Relevo mixto     |
| 2014               | Sochi (Rusia)                | Medalla de bronce | Relevo           |
| Campeonato Mundial |                              |                   |                  |
| Año                | Lugar                        | Medalla           | Prueba           |
| 2013               | Nové Město (República Checa) | Medalla de bronce | Relevo mixto     |
| 2015               | Kontiolahti (Finlandia)      | Medalla de oro    | Relevo mixto     |
| 2015               | Kontiolahti (Finlandia)      | Medalla de plata  | Individual       |
| 2017               | Hochfilzen (Austria)         | Medalla de oro    | Velocidad        |
| 2017               | Hochfilzen (Austria)         | Medalla de plata  | Individual       |
| 2017               | Hochfilzen (Austria)         | Medalla de bronce | Persecución      |
| Campeonato Europeo |                              |                   |                  |
| Año                | Lugar                        | Medalla           | Prueba           |
| 2011               | Val Ridanna (Italia)         | Medalla de plata  | Velocidad        |